# Torre del Rellotge (Castellfollit de la Roca)
La Torre del Rellotge és una obra eclèctica de Castellfollit de la Roca (Garrotxa) inclosa a l'Inventari del Patrimoni Arquitectònic de Catalunya.

## Descripció
Situada a la carretera comarcal que uneix Girona i Olot. És de planta quadrada, bastida amb rajols i parets arrebossades. A la part inferior hi ha una font, al mig d'una fornícula amb la imatge, realitzada en un taller olotí, de Sant Roc, i la data 1885. Està coronada per una estructura de ferro que sosté la campana.